# HC Baník Karviná
HC Baník Karviná (celým názvem: Hockey Club Baník Karviná) byl český klub ledního hokeje, který sídlil v Karviné v Moravskoslezském kraji. Založen byl v roce 2011 pod názvem HC Plus Oil Karviná. Svůj poslední název nesl od roku 2012. Zanikl v roce 2013 po vyloučení ze druhé ligy. Klubové barvy byly modrá, bílá a červená.
Své domácí zápasy odehrával na zimním stadionu Karviná s kapacitou 7 374 diváků.

## Historie
18. června 2011 získali druholigovou licenci od sousedního týmu HC Plus Oil Orlová . Po získání licence vznikl nový klub pod názvem HC Plus Oil Karviná, předešlí klub SK Karviná zanikl jenom seniorský A-tým. Klub sjednotil kádr po příchodu Orlovských hráčů, svých bývalých hráčů z SK Karviná a juniorů. 10. září 2011 odehrál první zápas ve druhé lize nad klube HC Uherské Hradiště. Celkové umístění v prvním ročníku druhé ligy 2011/12 obsadili po základní části druhé místo, v playoff postoupili přes týmy HC Bobři Valašské Meziříčí (3:0 na série) a HC Zubr Přerov (3:1 na série). Ve finále prohráli nad sousedním klubem HC AZ Havířov 2010. Před novým ročníkem 2011/12 se klub přejmenován na HC Banik Karviná. Příchody do kádru byl Lukáš Smolka ze španělského klubu Club Gel Puigcerdà, Pavel Kowalczyk z francouzského klubu Hockey Club Amiens Somme, Martin Zajac taktéž z Francie, ze zámoří přišel kanadský útočník Garrett Nystedt a Američan Brandon Contratto, který byl v průběhu sezóny poslán na hostování do Frýdku Místku. V průběhu sezóny přišli posílit klub Garip Saliji z MOL Ligy, Vladimír Luka z polského klubu Zagłębie Sosnowiec a navrátilec Marek Ivan z HC Nový Jičín.
Umístění v základní části 2012/13 obsadili šesté místo. V playoff se ve čtvrtfinále utkali s LHK Jestřábi Prostějov, kterého porazili 3:0 na zápasy. V semifinále porazili favorita základní části HC Zubr Přerov 3:2 na série. Ve finále se opět utkal s Havířovským klubem, se kterým opět prohráli na série 2:3. Karvinský klub Banik nereagoval na výzvy zaplacení částky hráči Petru Tomisovi, 8. srpna 2013 rozhodl český svaz ledního hokeje o vyloučení týmu z druhé ligy. 9. srpna 2013 podal Banik Karviná přihlášku do krajského přeboru, jeho přijetí bylo zamítnuto. Druholigová licence se vrátila zpět do klubu HC Orlová. Po pár dnech klub podal přihlášku do polské nejvyšší soutěže. Po nepřijetí do polské ligy klub přerušil činnost.

## Historické názvy
- 2011 – HC Plus Oil Karviná (Hockey Club Plus Oil Karviná)
- 2012 – HC Baník Karviná (Hockey Club Baník Karviná)
- 2013 – zánik

## Přehled ligové účasti
Stručný přehled
Zdroj:
- 2011–2013: 2. liga – sk. Východ (3. ligová úroveň v České republice)

Jednotlivé ročníky
Zdroj:
Legenda: červené podbarvení - sestup, zelené podbarvení - postup, fialové podbarvení - reorganizace, změna skupiny či soutěže
| Česko (2011 – 2013) |                           |                             |          |                |             |
| Sezona              | Umístění v základní části | Počet bodů v základní části | Celkově  | Kapitán        | Trenéři     |
| 2011/2012           | 2. místo                  | 84 bodů                     | 2. místo | Miroslav Javín | Aleš Flašar |
| 2012/2013           | 6. místo                  | 64 bodů                     | 2. místo | Miroslav Javín | Aleš Flašar |